# Andrew Hugessen
Andrew John Knatchbull-Hugessen (ur. 30 czerwca 1926 w Montrealu, zm. 5 grudnia 2008 w Westmount) – kanadyjski żeglarz.

## Lata młodości i edukacja
Był synem prawnika i senatora Adriana Knatchbulla-Hugessena (1891-1976) i Margaret Cecilli Duggan. W 1949 ukończył inżynierię na McGill University.

## Kariera i praca zawodowa
W 1952 wystąpił na igrzyskach olimpijskich w klasie Star. Jego partnerem był Doug Woodward, a łódź Whirlaway, na której płynęli, zakończyła rywalizację na 10. pozycji. Pracował jako inżynier przemysłowy. Przez wiele lat był konsultantem National Research Council of Canada, a następnie pełnił funkcję profesora uniwersytetu w Montrealu.

## Śmierć i pogrzeb
Zmarł 5 grudnia 2008 w Westmount. Jego pogrzeb odbył się 11 stycznia 2009 w Montrealu. Należał do tamtejszego kościoła unitariańskiego.

## Życie prywatne
W 1952 wziął ślub z Jane Frances Currie, z którą miał czworo dzieci: Briana, Wendy, Johna i Marthę.